# Kolk (vórtice)

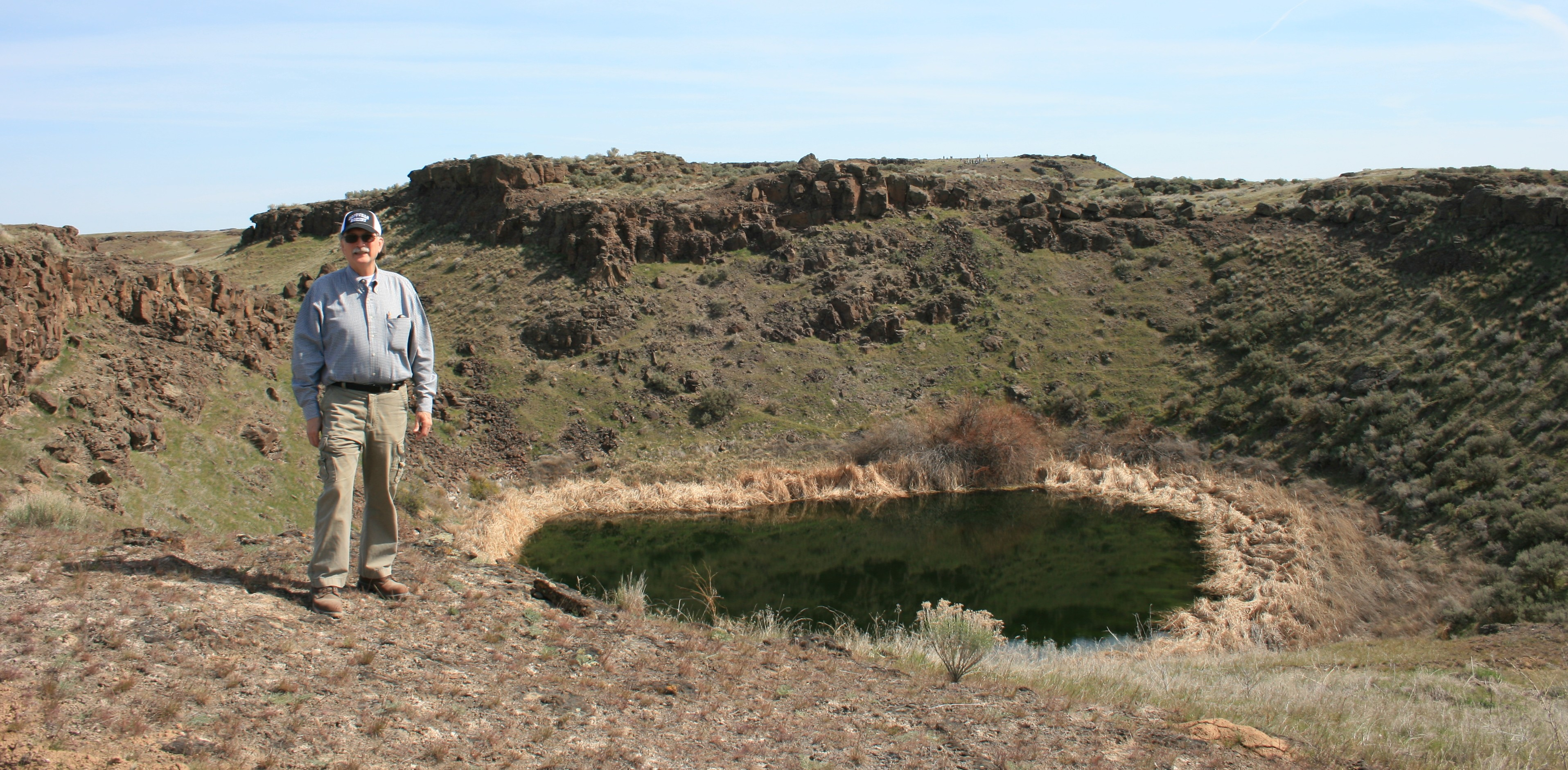
Una de las muchas depresiones formadas por kolks o "baches" en las tierras rocosas acanaladas en el este de Washington, en las coordenadas.

Un kolk (o colc) es un vórtice submarino creado por el agua que corre rápidamente pasa un obstáculo submarino en áreas limítrofes de alta cizalladura, los gradientes de alta velocidad producen una columna de agua que gira violentamente, exactamente igual a un tornado. Los kolks puede arrancar bloques de roca de varios kilos o toneladas y transportarlos en suspensión por miles de metros.
Los kolks dejan evidencia clara en forma de pozos en él lecho rocoso arrancado, llamados cuencas excavadas en la roca o lagos kolk y depósitos río abajo de bloques soportados por grava que muestran percusión pero no redondeo.

## Ejemplos

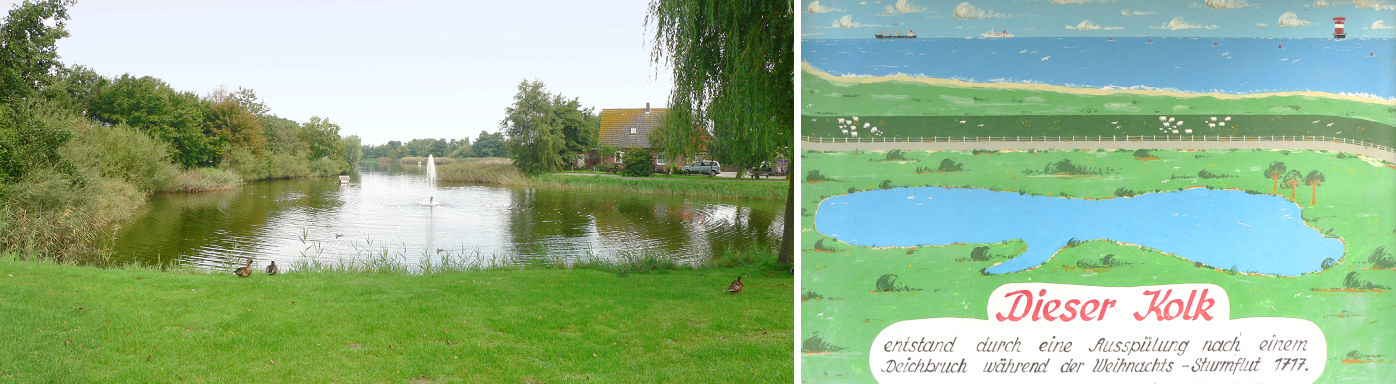
Kolk de la inundación de Navidad de 1717 en Horumersiel con tablero de información

Fueron identificados por primera vez por los neerlandeses, quienes los observaron izar bloques de escollera de varias toneladas de los diques y transportarlos suspendidos sobre el fondo. El kolk de Larrelt cerca de Emden apareció durante la Inundación de Navidad de 1717 que atravesó una gran sección del dique, El cuerpo de agua recién formado medía unas proporciones aproximadamente de 500×100 m y tenía 25 m de profundidad, a pesar de la reparación del dique en 1721 se produjo otra ruptura que produjo más kolks de entre 15 y 18 m de profundidad. En 1825 durante la inundación de febrero cerca de Emden, se creó un kolk de 31 m de profundidad y el suelo se saturaría desde aquí durante otros 5 km hacia el interior. A los kolks se les atribuye la creación de características similares a baches en basalto altamente articulados en los scablands canalizados de la región de la cuenca de Columbia en Washington Oriental. 
Se excavaron depresiónes dentro de los scablands que se asemejan a baches de lados empinados virtualmente circulares, Los ejemplos de las inundaciones de Missoula en esta área incluyen:
- La región debajo de Dry Falls incluye una serie de lagos creados por kolks.
- El lago Sprague es una cuenca en forma de kolk fue creada por un flujo estimado en 8 millas (13 km) de ancho y 200 pies (60 m) de profundidad.
- Alberton Narrows en el río Clark Fork muestra evidencia de que los kolks arrancaron rocas del cañón y las depositaron en una barra de roca y grava inmediatamente río abajo del cañón.
- La pared sur del Cañón Hellgate en Montana muestra la superficie raspada característica de la roca erosionada por kolk.
- Lago Oswego, en medio del suburbio de Lake Oswego, Portland, Oregón, era un canal abandonado del río Tualatin que fue creado por un kolk.